# Cambuurstadion
Das Cambuurstadion ist ein Fußballstadion in der nordniederländischen Stadt Leeuwarden, Hauptstadt der Provinz Friesland. Es ist Teil des Sportpark Cambuur und besitzt 10.250 überdachte Sitzplätze.

## Geschichte
Das Stadion in Leeuwarden wurde am 12. September 1936 eingeweiht. Damals verfügte die Anlage Gemeentelijk Sportpark Cambuur neben dem Spielfeld und Parkplätzen nur über eine Tribüne. Dies änderte sich 1949, als drei weitere Zuschauerränge errichtet wurden und die Kapazität sich auf 14.000 Plätze erhöhte. Die Spielstätte erhielt 1961 eine Flutlichtanlage; im ersten Spiel unter Flutlicht ging es gegen die PSV Eindhoven.  
Die nächste bauliche Veränderung fand 1980 im Stadion statt. Der unüberdachte Hintertorrang wurde durch einen überdachten Stehplatzrang ersetzt. Die Osttribüne an der Längsseite wich einer überdachten Sitzplatztribüne. Vom ursprünglichen Stadion stand nur noch die Haupttribüne. Im Jahr 1995 wurde die alte Haupttribüne im Westen gegen einen überdachten Neubau mit Sitzplätzen ersetzt und auch die Nordseite hinter dem Tor bekam eine überdachte Sitzplatztribüne. Dies brachte dem Stadion in Leeuwarden ein Fassungsvermögen von 13.500 Zuschauern.  
Von 2003 bis 2006 ersetzte man auf der Nord- und der Westtribüne die roten und weißen Sitze gegen gelbe und blaue Kunststoffsitze. Lange Jahre spielte der SC Cambuur auf Naturrasen. Nachdem die Platzverhältnisse aber immer schlechter wurden, entschied man ein Drainage-System unter dem Spielfeld zu installieren. Dies schaffte aber keine Abhilfe des Problems und so wurde 2005 ein Kunstrasenspielfeld verlegt. Nach drei Jahren wurde das künstliche Grün wieder gegen natürlichen Rasen ausgetauscht, nachdem sich Spieler über die Platzverhältnisse beschwerten. Neben dem Stadion liegen vier Trainingsplätze und zwei Aschenplätze. Letzte Veränderungen im Stadion gab es 2009. 

### Neubau
Seit dem Jahr 2009 planen der SC Cambuur und die Gemeinde Leeuwarden den Bau eines neuen Stadions hinter dem Veranstaltungskomplex WTC Expo, der zum World Trade Center Leeuwarden gehört. Der Bau sollte zunächst eine Kapazität von 15.000 Zuschauern haben. Es wird die Möglichkeit bestehen das Stadion bis auf 20.000 Plätzen auszubauen, falls z. B. der SC Cambuur in die erste niederländische Liga aufsteigen sollte. Die Fertigstellung war für das Jahr 2013 vorgesehen und es sollte neben den Spielen des Vereins auch Großveranstaltungen und Konzerte geben. Das Bauprojekt hätte mindestens 35 Mio. Euro gekostet.
Die Planungen gingen weiter, aber das Bauprojekt verzögert sich immer mehr. Im Juni 2017 wurde ein neuer Entwurf für das Stadiongelände vorgelegt. Auf einer Gesamtfläche von 100.000 m² sind 70.000 m² für Freizeit und Sport vorgesehen. Neben dem Stadion ist auch ein Geothermalkraftwerk geplant. Der gesamte Energiebedarf soll dadurch abgedeckt werden. Die Kosten sind durch das Kraftwerk (25 Mio. Euro) gestiegen und sollen bei 72 Mio. Euro liegen. Im Monat darauf genehmigte der Rat der Stadt den Bau des Nieuw Cambuurstadion, ein Start der Bauarbeiten erfolgte aber bis zum heutigen Tag nicht. Im Frühjahr 2020 sollte es bis Ende 2021 fertiggestellt werden, dann könnte der SC Cambuur ab April 2022 im Neubau spielen.
Am 18. August 2024 wurde das Kooi Stadion mit 15.000 Plätze eröffnet.